# Kamnje, Ajdovščina
Kamnje je naselje v Občini Ajdovščina. Vas sestavlja skupina razloženih zaselkov v Vipavski dolini: Britih, Čehovi, Kukanje, Na Goričici (Pri Rebku), Na hribu, Nadliški, Ob cesti, Zdešče, Pirjevci, Pokci, Postaja, do 1985 Potoče ter Vodopivci (tudi Vas).

## Prebivalstvo
Etnična sestava 1991:

Slovenci: 202 (100 %)